# Nella terra di Buffalo Bill
Nella terra di Buffalo Bill (The Prairie) è un film del 1947 diretto da Frank Wisbar.